# Löhdorf
Löhdorf ist ein aus einer Hofschaft hervorgegangener Wohnplatz im Stadtteil Aufderhöhe der bergischen Großstadt Solingen.

## Lage und Beschreibung
Der Ort liegt an der Löhdorfer Straße nördlich des Aufderhöher Siedlungskerns rund um den Busbahnhof. Der einstige Hof befand sich beiderseits der Löhdorfer Straße, an der noch einzelne Fachwerkhäuser vorhanden sind. Nördlich befindet sich die Einfamilienhaussiedlung am Siebels, östlich liegt das Gewerbegebiet Steinendorfer Straße. Südlich grenzt die Wohnsiedlung am Goldberger Weg an den Ort an, westlich befindet sich die Spar- und Bauvereinssiedlung Börkhauser Feld. Benachbarte Orte sind bzw. waren (von Nord nach West): Siebels, Neu-Löhdorf, Steinendorf, Brücke, Schlagbaum, Aufderhöhe, Nußbaum, Haalsiepen, Börkhaus und Auenberg.

## Etymologie
Das Präfix Löh- oder historisch Loh- in dem Ortsnamen ist von dem Flurnamen Loch abgeleitet. Der Ortsname wird also als Dorf am Buschwald, Gebüsch gedeutet.

## Geschichte
Löhdorf gehört zu den Höfen, die bereits weit vor dem Jahr 1500 vorhanden waren. Die erste urkundliche Erwähnung ist als Lodorp auf das Jahr 1312 datiert. Im Jahre 1715 ist der Ort in der Karte Topographia Ducatus Montani, Blatt Amt Solingen, von Erich Philipp Ploennies mit einer Hofstelle verzeichnet und als Lüdorp benannt.
Durch den Ort verlief die Altstraße zwischen Aufderhöhe und Mangenberg in Form einer Höhenrückenstraße, aus der später die Löhdorfer und die Mangenberger Straße hervorgingen, die heutige Landesstraße 67. Die Straße bildete auch die Grenze zwischen dem Gericht Solingen und dem Gericht Wald innerhalb des Amtes Solingen. Die Topographische Aufnahme der Rheinlande von 1824 verzeichnet den Ort als Loehdorf und die Preußische Uraufnahme von 1844 als Löhdorf, wobei ihn die Preußische Uraufnahme als zusammengewachsenen Ort mit dem nördlich gelegenen Siebels darstellt. In der Topographischen Karte des Regierungsbezirks Düsseldorf von 1871 ist der Ort ebenfalls als mit Siebels zusammengewachsen dargestellt und als Löhdorf benannt.
Bereits um 1684 war in Löhdorf eine Hofschule ansässig, dabei handelte es sich um die älteste Schule im Kirchspiel Wald. Das ehemalige Schulgebäude, ein verschiefertes Fachwerkhaus, das im Höhscheider Teilort lag, ist an der Löhdorfer Straße 299 heute noch vorhanden.
Der Ort gehörte ursprünglich zur Honschaft Barl innerhalb des Amtes Solingen. Im Zuge von Grenzkorrekturen zwischen den Kirchspielen Solingen und Wald wurde 1805/1806 der Verlauf der Löhdorfer Straße als Kirchspielsgrenze festgelegt. So wurde Löhdorf in einen Solinger und einen Walder Teil aufgeteilt.:232 Nach Gründung der Mairien und späteren Bürgermeistereien Anfang des 19. Jahrhunderts gehörte der westlich der Löhdorfer Straße gelegene Teilort zur Bürgermeisterei Merscheid, die 1856 zur Stadt erhoben und im Jahre 1891 in Ohligs umbenannt wurde. Der östlich gelegene Teilort gehörte zur Bürgermeisterei Höhscheid, die ebenfalls 1856 das Stadtrecht erhielt. Ab dem Jahr 1900 verdichtete sich die Bebauung auch in den Randbezirken der Stadt Ohligs allmählich, so auch in Löhdorf. Gründerzeitliche Neubauten entstanden etwa an der Löhdorfer Straße, die die alten Hofschaftshäuser mit der Zeit verdrängten. Dazwischen siedelten sich vereinzelt auch Industriebetriebe an. Löhdorf ging so in der geschlossenen Bebauung des späteren Stadtteils Aufderhöhe vollständig auf.
1815/16 lebten 62, im Jahre 1830 75 Menschen im als Weiler bezeichneten Merscheider Teilort von Lödorf. 1832 war der Ort weiterhin Teil der Honschaft Barl innerhalb der Bürgermeisterei Merscheid, dort lag er in der Flur VIII. Wieveldick. Der nach der Statistik und Topographie des Regierungsbezirks Düsseldorf als Hofstadt kategorisierte Ort besaß zu dieser Zeit zwölf Wohnhäuser und elf landwirtschaftliche Gebäude mit 84 Einwohnern, davon vier katholischen und 80 evangelischen Bekenntnisses.
Die Gemeinde- und Gutbezirksstatistik der Rheinprovinz führt den Ort 1871 mit 45 Wohnhäusern (17 zu Merscheid, 28 zu Höhscheid) und 272  Einwohnern (94 zu Merscheid, 178 zu Höhscheid) auf. Im Gemeindelexikon für die Provinz Rheinland von 1888 werden 56 Wohnhäusern (21 zu Merscheid, 35 zu Höhscheid) mit 318 Einwohnern (118 zu Merscheid, 200 zu Höhscheid) angegeben. 1895 besitzt der Ortsteil 57 Wohnhäuser (21 zu Merscheid, 36 zu Höhscheid) mit 439 Einwohnern (160 zu Merscheid, 279 zu Höhscheid). Er gehört kirchlich zum ev. Kirchspiel Rupelrath und zum kath. Kirchspiel Solingen.
Mit der Städtevereinigung zu Groß-Solingen im Jahre 1929 wurden beide Teile des Ortes in die neue Großstadt Solingen eingemeindet. Das relativ dünn besiedelte Gebiet des heutigen Stadtteils Aufderhöhe wurde ab der zweiten Hälfte des 20. Jahrhunderts eine der bevorzugten Wohnlagen in Solingen. Begünstigt haben diese Entwicklung die ausreichende Verfügbarkeit von geeignetem Bauland, die im Vergleich zu den übrigen Stadtteilen weniger zerklüftete Topographie sowie die Nähe zu der Anschlussstelle Solingen an die Autobahn 3 bei Landwehr. In den 1950er Jahren wurde am Goldberger Weg westlich von Löhdorf eine erste größere Wohnsiedlung errichtet, hauptsächlich bestehend aus Einfamilienhäusern. Davon abzweigend entstand in den 1980er Jahren eine weitere Siedlung am Michelsdorfer Weg und dem Schönfelder Weg. Weitere neue Siedlungen im Umfeld von Löhdorf entstanden ab den 2000er Jahren am Börkhauser Feld sowie am Siebels. Auf der Ecke zwischen der Einmündung zum Goldberger Weg und der Löhdorfer Straße entstand bis Anfang 2016 eine weitere Reihenhaussiedlung, diesmal am Löhdorf selbst.
Als eines der wenigen verbliebenen historischen Fachwerkhäuser in Löhdorf steht seit 1987 das teils verschieferte Doppelhaus Löhdorfer Straße 286, 286a und 288 unter Denkmalschutz.